# 1880 a vasúti közlekedésben
Ez a szócikk a 1880-ban történt vasúti eseményeket mutatja be.

## Események Magyarországon
- Május 5. - Forgalomba áll az első gyorsvonat a MÁV hálózatán[1]
- Vasúti összeköttetés létesül Magyarország és Szerbia között